# 大韓航空801便墜落事故
大韓航空801便墜落事故（だいかんこうくう801びんついらくじこ）は、1997年8月6日現地時刻（チャモロ標準時、UTC+10）1時42分頃、グアム・グアム国際空港へ着陸進入中の大韓航空801便が滑走路手前の丘陵地に墜落した航空事故である。乗員乗客254人のうち228人が死亡した。パイロットミスによる CFIT 事故と考えられている。

## 概要

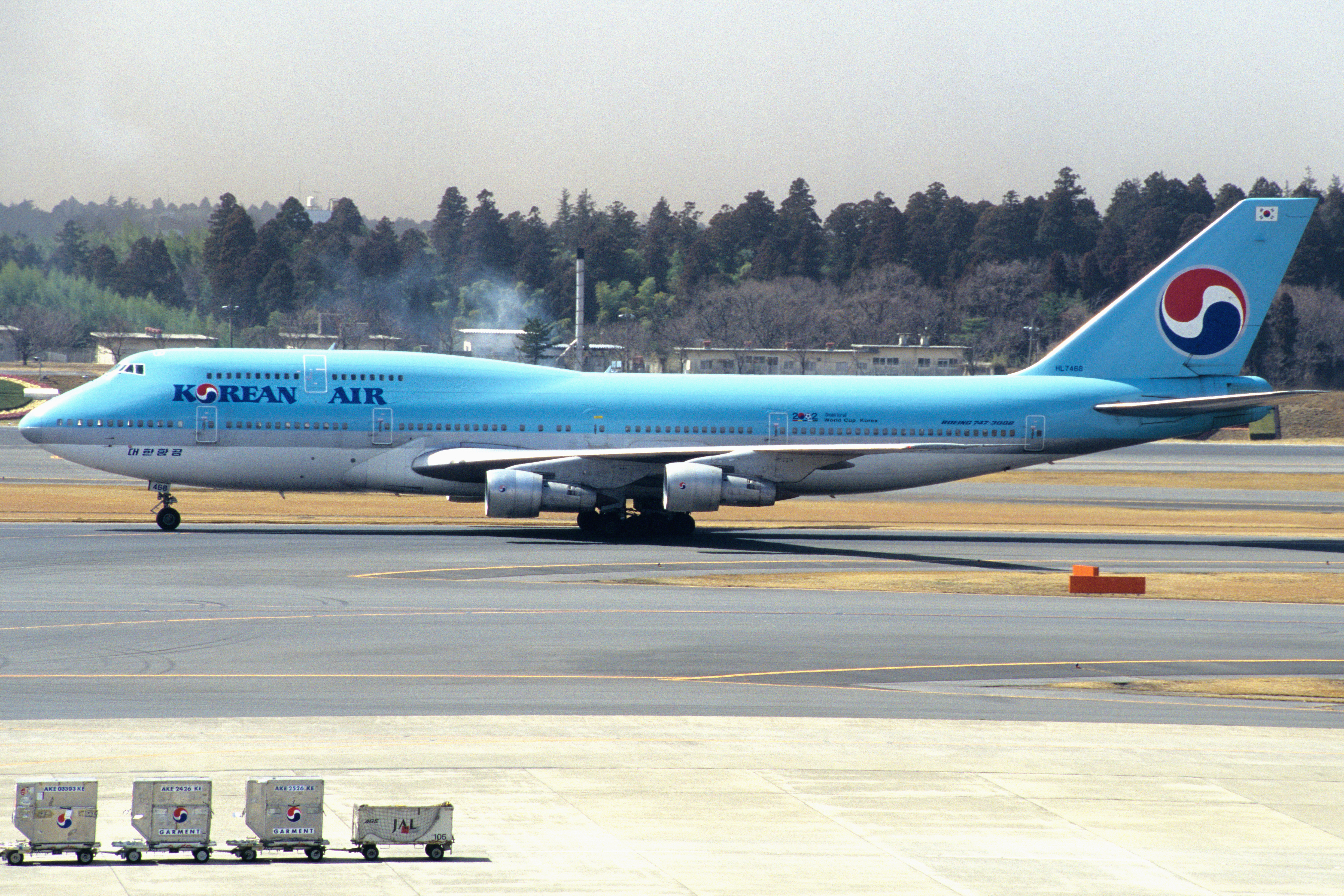
1990年代に撮影された事故機

801便は、韓国のソウルにある金浦国際空港発グアム国際空港行きのボーイング747-300型機（機体記号: HL7468、1984年製造）定期旅客便で、乗客237人と乗員17人が搭乗していた。金浦国際空港を20時53分（現地時刻、KST）に離陸し、順調に飛行してグアムに向かった。なお、事故機のHL7468は、当日このフライトの前に香港・啓徳空港間を1往復する運用についていた。
801便に乗っていたのは操縦士2名、航空機関士1名、客室乗務員14名、乗客237名の合計254名である。乗客のうち3人は2歳から12歳の子供で、3人は生後24ヶ月以内だった。残りの乗客のうち6人は大韓航空従業員のデッドヘッドだった。
機長は42歳で9,000時間近い飛行経験を持ち、少し前には747型機で遭遇した低空でのエンジントラブルを無事切り抜けて表彰されていた。機長は当初アラブ首長国連邦のドバイ行の便に乗る予定だったが、ドバイ便に乗務するには事前の休養日数が不足したため、グアム便に振り替えられた。副操縦士は40歳で飛行時間4,000時間超、航空機関士は57歳で飛行時間13,000時間超のベテランだった。

### 墜落
機長が操縦を担当し、1時11分（チャモロ標準時）、高度41,000フィート (12,000 m)で水平飛行中に副操縦士と航空機関士にアプローチと着陸についてブリーフィングしたが、内容は視認進入（ビジュアル・アプローチ）手順のみで、計器進入については省略された。1時13分頃、航空管制に高度2,600フィート (790 m)への降下を要求して許可され、降下を開始した。あいにくグアム上空は大雨で視程が悪く、計器進入を試みることになった。1時38分、左旋回しながら高度2,800フィート (850 m)を下回ったところでフラップを 10 度に展開し、06L 滑走路の延長線上に機首を合わせて高度2,600フィート (790 m)で水平飛行に移った。この時 ILSのローカライザー信号を正しく受信し、さらにグライドスロープ信号も受信したと操縦クルーは認識した。直後に管制より滑走路 06L への着陸許可とともに「グライドスロープは使用できない」旨の通報を受けた。この日にグアム国際空港のグライドスロープが使用できないことは1ヶ月ほど前から正式に通知済みであり、操縦クルーも離陸前から承知していた内容だった。
1時40分13秒、6L 滑走路端から9海里 (17 km)の地点で高度2,640フィート (800 m)から再び降下を始めた。
正しい手順では次のように階段状に高度を下げて着陸することになっていた。まず高度2,000フィート (610 m)まで降下したら一旦水平飛行に移り、そのまま滑走路端からおよそ4.9海里 (9.1 km)にあるアウターマーカー (GUQQY) に向かう。このアウターマーカー上空を通過したら高度1,440フィート (440 m)へ降下して再び水平飛行し、滑走路端から3.3海里 (6.1 km)にある UNZ VOR へ向かう。UNZ VORを通過したら560フィート (170 m)まで降下して、滑走路端から0.5海里 (0.93 km)にあるミドルマーカーまで水平飛行する。ミドルマーカーの通過を確認してから最終降下に入り着陸する。
ところが、当該機は高度2,000フィート (610 m)で水平飛行に移らずそのまま降下を続け、さらには1,440フィート (440 m)を下回っても毎分1,000フィート (300 m)以上の降下率で降下を続けた。高度1,200フィート (370 m)ほどの時点ではコックピットのワイパーが ON になっていた事、および当時の天気図等から想像して、この時強い雨が降っており、滑走路は視認できていなかったと思われる。1時41分42秒、機上の地上接近警報装置(GPWS)が「1,000（対地高度、単位はフィート）」の音声コールを発した。およそ20秒後の1時42分ちょうど頃には「500」のGPWSコールがなされた。続いて14秒後の1時42分14秒、「minimums minimums（決心高度寸前のアラート、ここで着陸するかしないかを決定する）」、その3秒後には「sink rate（低高度での降下率過大）」と音声で警告された。その直後に航空機関士が電波高度計の地表高度読取値である「200（フィート）」をコール。同時に副操縦士が「進入復行しましょう」と進言したが、すぐには機長の反応がなかった。たまらず機関士が「Not in sight（滑走路が視認できない）」、同時に副操縦士も「not in sight, missed approach（進入復行を実施する）」をコールして機長の反応を促した。それでも機長が反応しなかったので、直後に機関士が「ゴーアラウンド」をコール。ほぼ1秒後にようやく機長も「ゴーアラウンド」をコールし、同時にエンジン推力と対気速度は増加し始めたが、この段階になっても積極的に操縦桿を引いて機首上げを行う操作はなされなかった。この時の高度は地表から100フィート (30 m)程度、降下率は毎分1,400フィート (430 m)程度であり、既に手遅れの状態だった。最終的には機首上げ3度の姿勢で滑走路端よりおよそ3.3海里 (6.1 km)手前の UNZ VOR 施設直近の標高660フィート (200 m)の丘陵地ニミッツヒルに墜落した。

### 救出

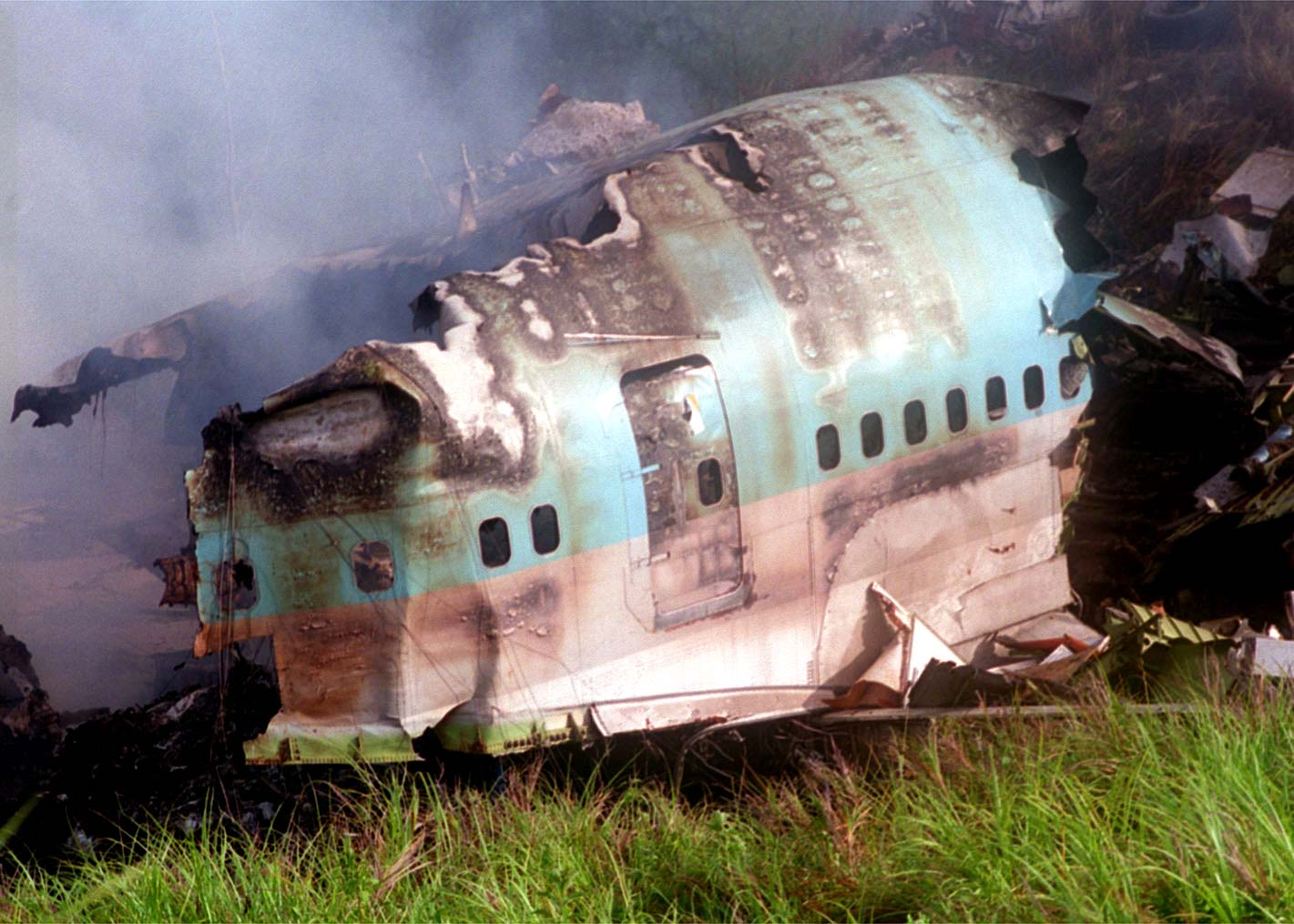
事故機の残骸

深夜で悪天候下の事故だったこと、墜落現場が米海軍用地内だったこと、管制官が事故に気付かず通報が遅れたこと、軍と消防の間の意思疎通が十分ではなかったこと、消防車のブレーキが故障したことなどが複合して救助隊の到着に時間がかかった。最初の救助隊員が現場に到着したのは墜落の52分後である。救助隊の到着が早ければ死亡者のうちの何名かは救えた可能性がある。墜落の衝撃で地下のパイプラインが破壊されて露出し現場に通じる細い道を塞いでしまったため、緊急車両は当初接近できなかった。墜落機の胴体は分解し、主翼の燃料タンクに残っていたジェット燃料に引火して火災を起こし、墜落から8時間経ってもまだ燃えていた。
この事故現場で救出された中に静岡県三島市在住の少女(当時11歳)がいた。母親も当初生存していたが残骸に挟まれて動けず、少女を脱出させた後に焼死した。

## 事故原因

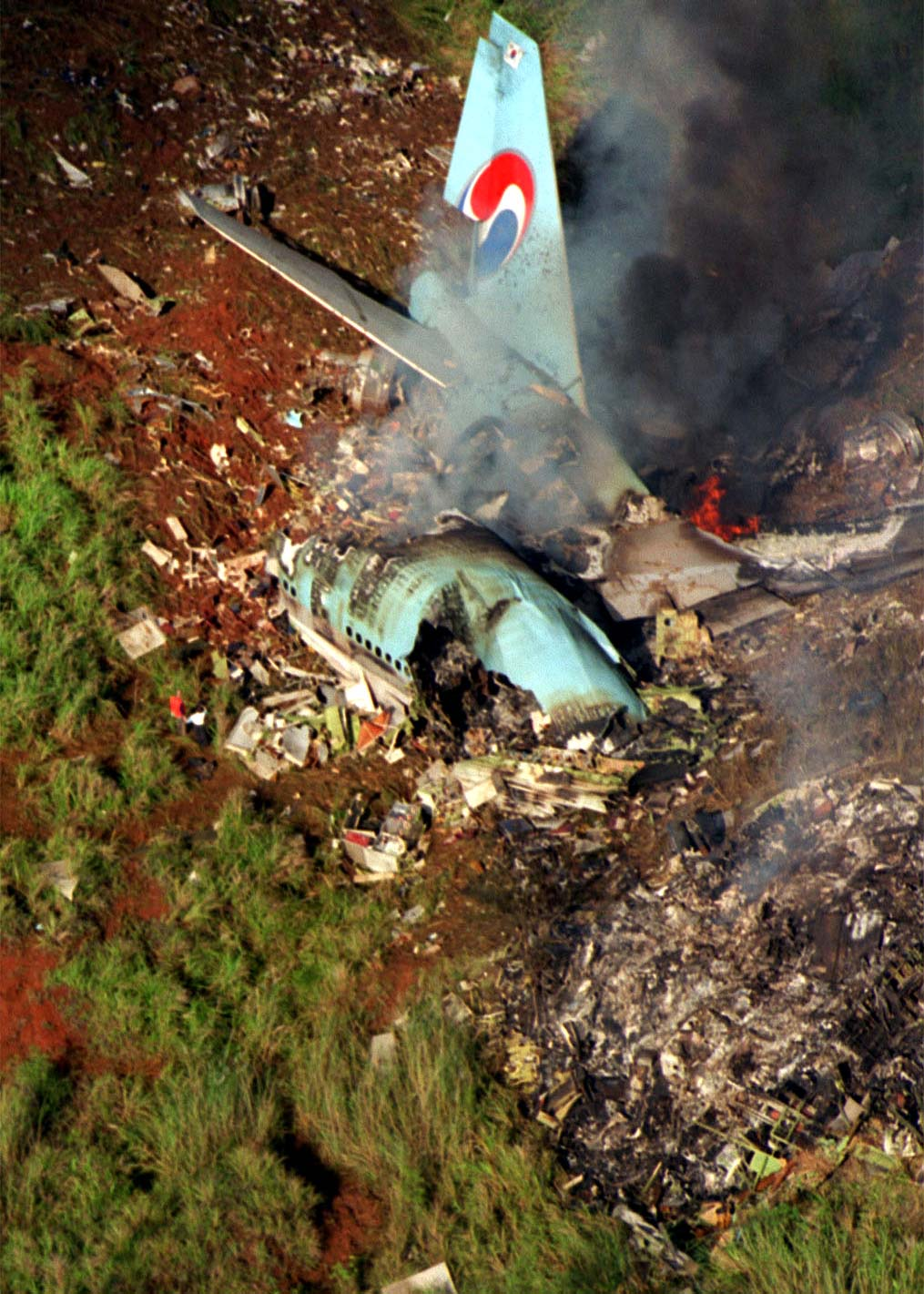
事故機の尾部

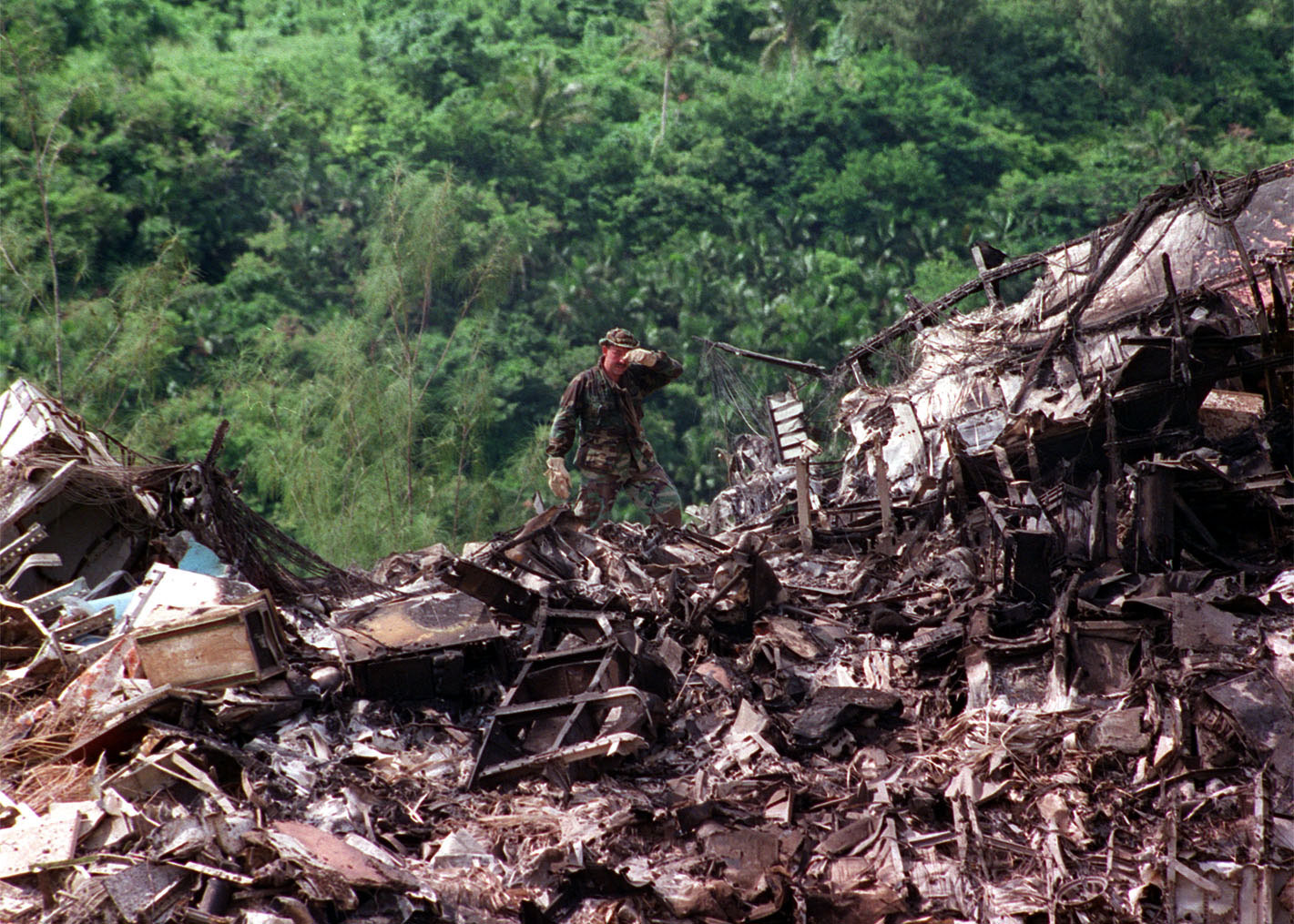
事故機の残骸

NTSBによる事故報告書では下記のように結論している。
この事故の推定される原因は、機長が他のコクピットクルー（副操縦士と航空機関士）に対して適切なブリーフィングを行わずに非精密進入によるアプローチを行ったことと、副操縦士と航空機関士が、機長の操縦を効果的に監視し確認することができなかったことである。これに寄与したのは、機長の疲労と、大韓航空によるフライトクルーに対する不十分なトレーニングである。
また、グアム国際空港の最低安全高度警報のシステムがFAAにより事実上の運用停止状態にあり、適切な管理をせず長期間放置したことも事故原因に寄与したと結論した。

### ブリーフィング
着陸アプローチを開始する前にコックピット内で行われたブリーフィングの内容は、視認進入によるもののみであった。グアムにおいては突然のスコール等による視程不良は容易に予期されるものであり、ILS 進入を行うことが必要になった場合の対応についてもブリーフィングを行うべきであった。
そして適切なブリーフィングが行われていれば、機長が決められた高度を下回って降下した際にも副操縦士や機関士はそのことに気づいて適切な助言や操縦の修正ができたかもしれない。

### 最低安全高度警報
墜落を未然に防ぐ仕組みとして最低安全高度警報 (Minimum Safe Altitude Warning, MSAW) がある。これは航空機が規定された最低高度を下回ったり、地上の障害物に接近した際、もしくはそれらが予測される状況に達した時、管制官に対して警報を発するシステムである。管制官はこの発報を確認すると当該機に注意喚起等を行うことができる。グアム国際空港 ATC にはこの MSAW システムが備えられていたが、誤報が多い等の理由で事故の数か月前からFAAの指示で使用停止状態にあり機能しなかった。仮にこれが動作していた場合、墜落のおよそ64秒前に管制塔へ警報が伝わり管制官から当該機に対して注意若しくは警報を与える事ができたと想定されている。

### 管制塔
航路管制の管制官は当該便に対してアプローチの承認を発出した後、1時40分42秒に飛行場タワー管制に引き継ぐように801便に対して通知したが、その後は「別の業務」があったとの理由で引き続き監視することをしなかったと証言した。だが、管制室内の録音記録には、当該管制官が何らかの業務を行っていたと思われる形跡はなかった。管制官はレーダー画面で当該機を引き続きモニターしていれば、既出の MSAW システムによらずともその高度が異様に低いことに気が付くはずであり、墜落に先んじて警告を与えることが可能であった。

### 機長の操縦
当初は視認進入を試みたにせよ、視程の悪い状態であればステップダウン降下による計器進入を行うべきであり、実際、それをしようとはしていた会話が CVR 記録で確認されている。しかし、結果的には機長は自機の位置を正しく把握できておらず、早すぎる降下を行い、ついには墜落に至った。
あくまで仮説としてではあるが、滑走路と自機の相対距離の参照基準となる DME (UNZ VOR) が、実際にはグアム国際空港 06L 滑走路では滑走路端から3.3海里 (6.1 km)ほど手前に設置されていたのに、機長はこれが空港内に設置されていると勘違いしたものと考えると、実際にとった行動（早すぎる降下）にとてもよく符合する、と事故報告書は機長が自機位置を誤って認識していた可能性を示唆している。今回の操縦クルーの訓練記録を調査すると、全員が DME が場内に設置された空港での訓練しか行っていなかったことも明らかとなった。また、大韓航空のシミュレータには、DME からの距離を監視しながらのローカライザ―非精密進入で、かつ DME が空港外にあるシナリオの設定はなかった。DME が空港内に設置されていないことは稀ではあるがグアム以外の空港でも見られることである。だが、もし事故調査委員会の仮説のとおりであったなら、機長はアプローチ・チャートを正しく読み取ることすらもできなかったか、あるいは読み取ることはできたにせよそれを無視したと結論せざるを得なくなる。ただし、この仮説（DME 位置の勘違い、思い込み）を裏付けるような会話は CVR には記録されていないため、正式な事故原因として挙げられてはいない。
GPWS による “minimums” のコールアウトがなされた時（地表衝突の12秒前、高度840フィート (260 m)）、副操縦士は初めて進入復行をしてはどうかと機長に対して呼びかけたが、これが墜落の6秒前だった。その2秒後にはスラストが増加しているので、機長又は副操縦士のいずれかがスロットル操作を行ったことになる。だが、最初に地表に接触するまで、操縦桿を引く操作は行われなかった。“minimums” のコールに対して直ちにゴーアラウンド操作を行えば、450フィート (140 m)程度の余裕で地表の障害を避ける事ができた。また、副操縦士が復行操作を呼びかけた衝突6秒前の段階でも、間をおかずに最善の操縦操作を行っていれば、辛うじて墜落は避けられたであろうと推定されている。

### グライドスロープ信号
当該機は運用されていないはずのグライドスロープ信号を受信し、機長がそれにしたがってアプローチを行ったために墜落に至った、との論調が主として韓国内のマスコミでみられた。事故後、大韓航空と韓国民間航空局は合同で自主的実験を行い、何らかの妨害電波により計器内のグライドスロープ指針が影響を受けることを突き止めたとして新聞発表まで行った。妨害電波の発信源が米軍基地であるというような陰謀を示唆する風評まで広まった。
だが、事故報告書では、たとえ何らかの理由で計器パネル上のグライドスロープ指針が動作したとしても、その指針の横に “off” のフラッグが継続的あるいは断続的に表示されていたはずであり、更には機長及び副操縦士のパネルの上部にある FMA（Flight Mode Annunciator、フライトモードアナンシエータ） の グライドスロープ (GS) バーにあるグライドスロープをキャプチャーしたことを示すアナンシエータには何の表示もされていなかった（グライドスロープ信号を正常にキャプチャーできていないことを示す）であろう、と推定した。いずれにしても、グライドスロープ指針表示には少なくとも何らかの通常通りではない動作が見られたはずであり、ましてや「運用停止中」であると管制から告げられているのだから、指針に動きがあったとしても無視すべき、または無視しなくてはならない。
事故直前に着陸した別の航空機の機長も何らかのグライドスロープ信号を受信し、計器内の指針がセンターを指した証言している。だが、「無効である」旨を通知されていたので一切無視して着陸を行っていた。

## 乗客

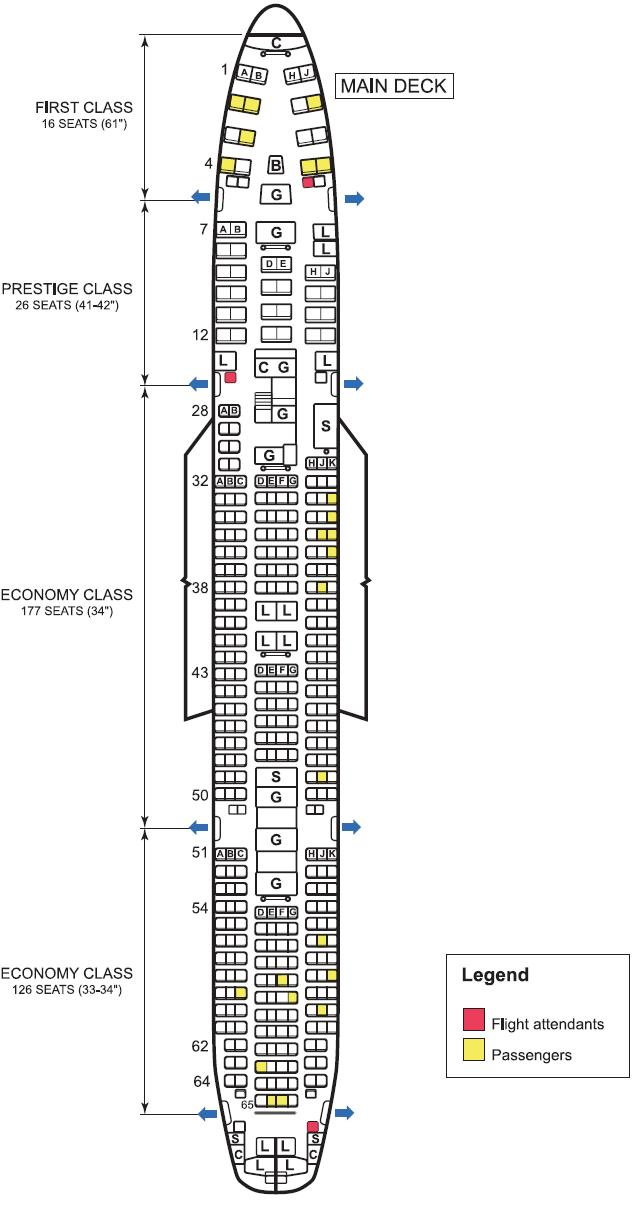
生存者の位置 (色覚特異者用グレースケール版)

乗客の多くは休暇や新婚旅行でグアムに向かっていた。

### 死傷者
| 国籍             | 乗客 | 乗客 | 乗員 | 乗員 | 乗員乗客計 | 乗員乗客計 |
| 国籍             | 小計 | 死亡 | 小計 | 死亡 | 合計       | 死亡       |
| ---------------- | ---- | ---- | ---- | ---- | ---------- | ---------- |
| 韓国             | 218  | 199  | 17   | 14   | 235        | 213        |
| ニュージーランド | 1    | 0    | 0    | 0    | 1          | 0          |
| アメリカ         | 13   | 10   | 0    | 0    | 13         | 10         |
| 日本             | 5    | 4    | 0    | 0    | 5          | 4          |
| 総合計           | 237  | 214  | 17   | 14   | 254        | 228        |

乗員17人と乗客237人の合計254人のうち、乗客209人と乗員14人（操縦員3人と客室乗務員11人）の合計223人が墜落現場で死亡した。
救出された31人のうち2人は病院への搬送中に死亡し、病院で更に3人が死亡した。乗客23人と客室乗務員3人は重傷を負いつつ生き延びた。生存者のうち16名は火傷を負っていた。生存者26名は当初タムニンのグアム記念病院とアガニャ・ハイツの米海軍病院で手当を受けた。このうちの4人はその後米国テキサス州サンアントニオの米陸軍火傷センターに移送され、8人はソウルの大学病院に移送された。

### 著名人
韓国の国会議員を4期務め、新政治国民会議で要職を務めた辛基夏は、妻と党員20人と共に乗り合わせていた。辛夫妻は、この事故で帰らぬ人となった。
韓国の男性声優のチャン・セジュンと女性声優のチョン・ギョンエ夫婦は共に命を落としている。このため、チャンが担当していたトイ・ストーリーシリーズのウッディの朝鮮語吹き替えが第2作目以降からキム・スンジュンが担当することになった。
韓国放送公社報道局長の洪性玹（または洪成玹）はこの事故で亡くなった。翌年から記念としてホン・ソンヒョン言論賞が制定された。

### 遺体の同定と送還
1997年8月13日、ソウルに送還するためグアムの空港に12体の遺体が運ばれたが、知事の補佐官クリフォード・グズマンによると、そのうち2体は死体安置所に戻された。10体中1体は取り違えが判明し離陸前に入れ替えられた。ソウルに運ばれた10体中7体は乗客で3体は女性客室乗務員である。同日、NTSBの家族担当者マシュー・ファーマンは、同時点で46体の身元が判明していると述べた。

## その他
- 大韓航空801便はこの事故に配慮して欠番となり、ソウル-グアム線は805便に変更された。その後の便名改編により、現在のソウル（仁川）-グアム線は111便となっている。
- 大韓航空はその後、1999年4月に大韓航空6316便墜落事故、1999年12月に大韓航空8509便墜落事故など、重大事故を連続して引き起こした。そして2000年にアメリカ合衆国政府から韓国自体の航空業界の格付けを下げる措置を受けたため、韓国の航空会社はアメリカ路線を増便することもアメリカの航空会社との共同運航便を持つことも出来なくなった。また、韓国政府の航空行政担当の閣僚が更迭された。現在では[いつ?]改善したとして[要追加記述]この措置は撤回されている。
- この事故はボーイング747-300型機の、唯一の墜落事故である。

## この事故を扱った番組
- メーデー!:航空機事故の真実と真相 第4シーズン第4話「MISSED APPROACH」
- ザ!世界仰天ニュース 2時間スペシャル「グアム墜落のジャンボ機!機長は滑走路を勘違い 山中へ降下のナゾ」 - 2024年9月17日放送